# Gregorio Garavito Jiménez
Gregorio Garavito Jiménez SMM (* 9. März 1919 in Junín, Kolumbien; † 16. Februar 2016) war ein kolumbianischer Geistlicher und römisch-katholischer Bischof von Villavicencio.

## Leben
Gregorio Garavito Jiménez trat der Ordensgemeinschaft der Montfortaner bei und empfing am 24. Juli 1942 die Priesterweihe. Er war Seelsorger in der Provinz Peloponeso II. und Sekretär von Frans Joseph Bruls Canisius SMM, Apostolischer Vikar von Villavicencio.
Papst Johannes XXIII. ernannte ihn am 4. Dezember 1961 zum Titularbischof von Cyparissia und zum Weihbischof in Villavicencio. Die Bischofsweihe spendete ihm der Apostolische Nuntius in Kolumbien, Erzbischof Giuseppe Paupini, am 11. Februar des folgenden Jahres. Mitkonsekratoren waren der Apostolische Vikar von Villavicencio, Frans Joseph Bruls Canisius SMM, und Weihbischof José Gabriel Calderón Contreras aus Bogotá.
Er nahm an allen vier Sitzungsperioden des Zweiten Vatikanischen Konzils als Konzilsvater teil.
Am 26. April 1969 ernannte ihn Paul VI. zum Bischof von Villavicencio. Papst Johannes Paul II. nahm am 3. Mai 1994 seinen altersbedingten Rücktritt an.